# Tmessa
Tmessa ou Tmassa (مسةe) est une oasis du désert du Sahara du centre de la Libye située à environ 482 kilomètres du golfe de Sidra. 

## Géographie
Elle se trouve à environ 161 kilomètres au sud-est de Saeha. Sa population est estimée à 500 habitants.

### Variantes des transcriptions
Elle est aussi transcrite Tamassa, Tamassah, Tmassah, Tmissah.

## Histoire

### Guerre civile libyenne
Le 13 octobre 2018, l'aviation de l'Armée nationale libyenne autoproclamée bombarde un groupe rebelle tchadien dans le Fezzan, près de l'oasis de Tmessa, tuant le chef rebelle Mohamed Kheir,. Des combats sporadiques ont ensuite lieu près de l'oasis de Tmessa.  

## Plans
- (en) « Tmassah Map - Libya Google Satellite Maps », sur maplandia.com (consulté le 25 mai 2024)